# Sekunda przestępna

Sekunda przestępna, nazywana też sekundą skokową – dodatkowa sekunda dodawana czasem (zwykle w czerwcu lub w grudniu) w celu zsynchronizowania uniwersalnego czasu koordynowanego ze średnim czasem słonecznym. Daty dodawania sekund przestępnych w celu zsynchronizowania doby z opóźniającym się ruchem obrotowym Ziemi na podstawie obserwacji astronomicznych określa Międzynarodowa Służba Ruchu Obrotowego Ziemi i Systemów Odniesienia (IERS, ang. International Earth Rotation and Reference Systems Service).  Ostatnia, 27., sekunda przestępna została dodana w dniu 31 grudnia 2016, o godzinie 23:59:60 UTC. 
Konieczność dodawania sekund przestępnych jest spowodowana niewystarczającą dokładnością wyznaczenia w latach 50. XX wieku długości doby słonecznej i wynikającej stąd długości sekundy, zmianami okresu obrotu Ziemi z powodu nieprzewidywalnych czynników, takich jak ruchy masy we wnętrzu Ziemi, oraz stałym spowalnianiem prędkości obrotu Ziemi wywołanym tarciem mas ziemi i wody w trakcie pływów.
Na 27. konferencji miar i wag przyjęto uchwałę o planowanym zaniechaniu stosowania sekund przestępnych w ramach uniwersalnego czasu koordynowanego.

## Sekundy przestępne na przestrzeni lat 1972-2021
| Lista dotychczas uwzględnionych sekund przestępnych w UTC |
| --- |
| 1. (+11s) 30 czerwca 1972 2. (+12s) 31 grudnia 1972 3. (+13s) 31 grudnia 1973 4. (+14s) 31 grudnia 1974 5. (+15s) 31 grudnia 1975 6. (+16s) 31 grudnia 1976 7. (+17s) 31 grudnia 1977 8. (+18s) 31 grudnia 1978 9. (+19s) 31 grudnia 1979 10. (+20s) 30 czerwca 1981 11. (+21s) 30 czerwca 1982 12. (+22s) 30 czerwca 1983 13. (+23s) 30 czerwca 1985 14. (+24s) 31 grudnia 1987 15. (+25s) 31 grudnia 1989 16. (+26s) 31 grudnia 1990 17. (+27s) 30 czerwca 1992 18. (+28s) 30 czerwca 1993 19. (+29s) 30 czerwca 1994 20. (+30s) 31 grudnia 1995 21. (+31s) 30 czerwca 1997 22. (+32s) 31 grudnia 1998 23. (+33s) 31 grudnia 2005 24. (+34s) 31 grudnia 2008 25. (+35s) 30 czerwca 2012 26. (+36s) 30 czerwca 2015 27. (+37s) 31 grudnia 2016 |

Źródło:

## W prawie
Pojęcie to jest stosunkowo nowe, jednakże jest już uwzględniane w większości narodowych systemów prawnych, choć w sposób niejednolity w skali międzynarodowej. Z tego powodu planuje się reformę polegającą na zakazie stosowania sekund przestępnych np.:
- całkowitym (przyjęcie metodologii występującej w czasie GPS),
- stosowanie jednostek zbiorczych wyższego rzędu.

Obydwa te rozwiązania spowodują natomiast dalsze (w połączeniu ze strefami czasowymi oraz występowaniem czasu letniego/zimowego) odchodzenie od naturalnego czasu słonecznego, zdają się być jednak korzystniejsze niż stan obecny, ze względu na łatwiejsze porozumienie międzynarodowe (większe jednostki są łatwiejsze w uzgodnieniu).
Przestępna sekunda i jej dodawanie jest definiowane m.in. dla czasu UTC  i zapewnia zgodność (z dokładnością do 0,9 sekundy) czasu mierzonego zegarami atomowymi tworzących skalę czasu atomowego (TA) z czasem astronomicznym (słonecznym), opierającym się na szybkości rotacji planety. Obecnie różnica między tymi dwoma czasami to około 2 do 3 milisekund dziennie. Oznacza to, że przestępna sekunda wprowadzana musi być średnio nieco rzadziej niż raz na rok. Jak się jednak okazuje występują nawet kilkuletnie okresy, kiedy nie ma potrzeby wydłużania lat w ten sposób. 

## Sposób dodawania

Różnica między UT1, odpowiadającemu obrotowi Ziemi i UTC, wskazywanym przez dokładne zegary. Opadająca linia oznacza narastanie opóźnienia ruchu obrotowego Ziemi w stosunku do uniwersalnego czasu koordynowanego. Miejsca skokowego wzrostu odpowiadają korektom czasu UT1 przez dodanie przestępnych sekund.

Sekunda przestępna jest dodawana równocześnie na całym świecie, jak dotychczas na końcu ostatniego dnia czerwca lub grudnia czasu UTC, choć możliwe jest to także na koniec innych miesięcy. Oznacza to, że w Polsce dodawana jest jako 0:59:60 1 stycznia czasu środkowoeuropejskiego (CET) lub 1:59:60 1 lipca czasu środkowoeuropejskiego letniego (CEST). Zapowiedzi o jej wprowadzeniu podawane są z kilkumiesięcznym wyprzedzeniem. Zakłada się również możliwość odjęcia 1 sekundy, jednak sytuacja taka nie miała jak dotąd miejsca.
Systemy rozpowszechniające dokładne sygnały czasu (np. DCF77, NTP, PTP, IRIGB) przewidują w swoich protokołach miejsce na informację o sekundzie przestępnej.
Ziemia obraca się wolniej niż w momencie synchronizacji zegarów z obrotem Ziemi w 1958 roku. Najwolniej Ziemia obracała się w połowie lat 90. Po roku 2000 obraca się szybciej niż w latach 90. XX wieku.